# Більський Едуард Антонович
Бі́льський Едуа́рд Анто́нович (13 липня 1931 , Київ  — 27 грудня 2016 , Київ ) — український архітектор, заслужений архітектор УРСР (1982), лауреат Державної премії СРСР у галузі архітектури (1967), дійсний член Академія архітектури України. Член Спілки архітекторів УРСР з 1962 року.

## Біографія
Народився 1931 року в Києві. Після закінчення в 1956 році Київського інженерно-будівельного інституту, працював у Державному проєктному інституті «Київпроєкт», з 1965 року — на посаді головного архітектора проєкту. У 1964—1984 роках викладав у Київському інженерно-будівельному інституті.
Помер 27 грудня 2016 року в Києві. Похований на Байковому кладовищі.

## Творчість
Є автором проєктів більш ніж 300 об'єктів у Києві, Одесі, Москві, Ташкенті та інших містах. Серед найвизначніших робіт:
- житлові масиви Виноградар та Синьоозерний;
- Київський палац піонерів і школярів (нині Київський палац дітей та юнацтва, 1965, у співавторстві з Авраамом Мілецьким);
- автовокзали в Києві (1961, у співавторстві з Авраамом Мілецьким) та Одесі (1963, у співавторстві з Авраамом Мілецьким);
- палац одруження Дніпровського району міста Києва (1971).

## Відзнаки
- Державна премія СРСР у галузі архітектури — за архітектуру Київського палацу піонерів і школярів (1967).
- 12 медалей, 34 диплома та почесних грамот — за участь в проєктуванні Парку Вічної Слави в Києві (1957), пам'ятника-музею визволителям Києва в Нових Петрівцях (1958), монумента «Героям-танкістам — визволителям Києва» (1968).
- заслужений архітектор УРСР (1982)[1].

## Зображення

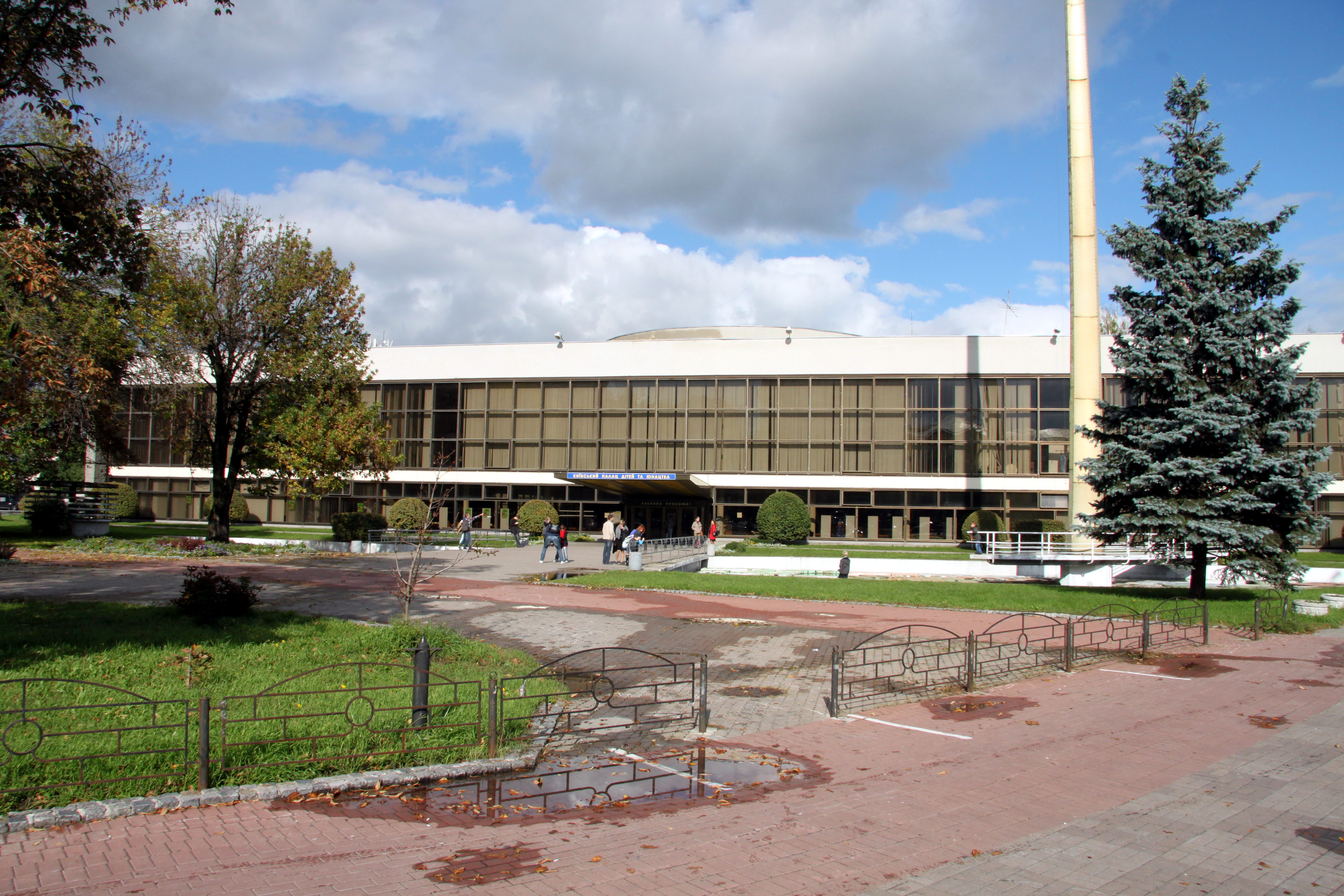
Київський палац дітей та юнацтва
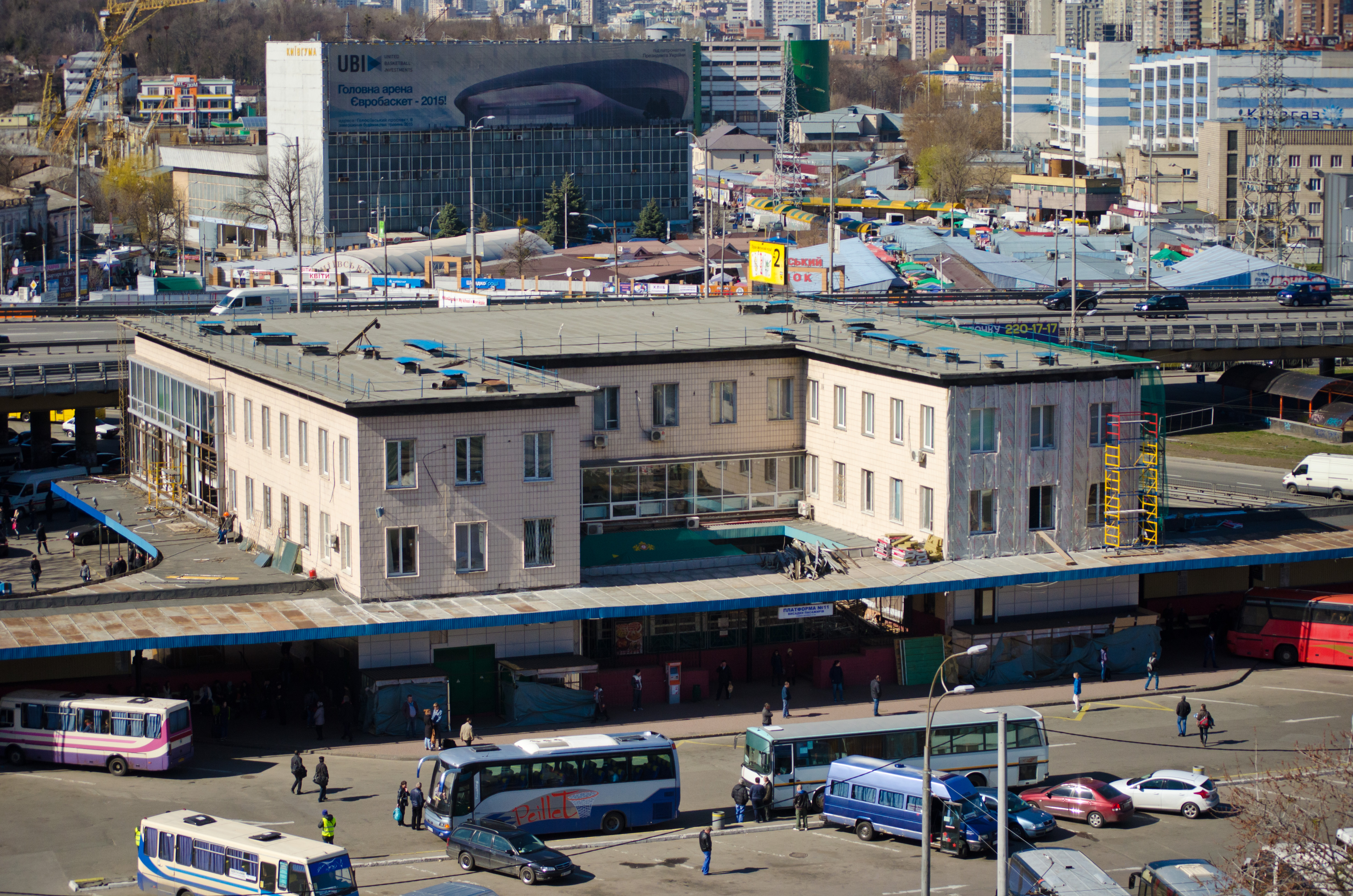
Київський центральний автовокзал
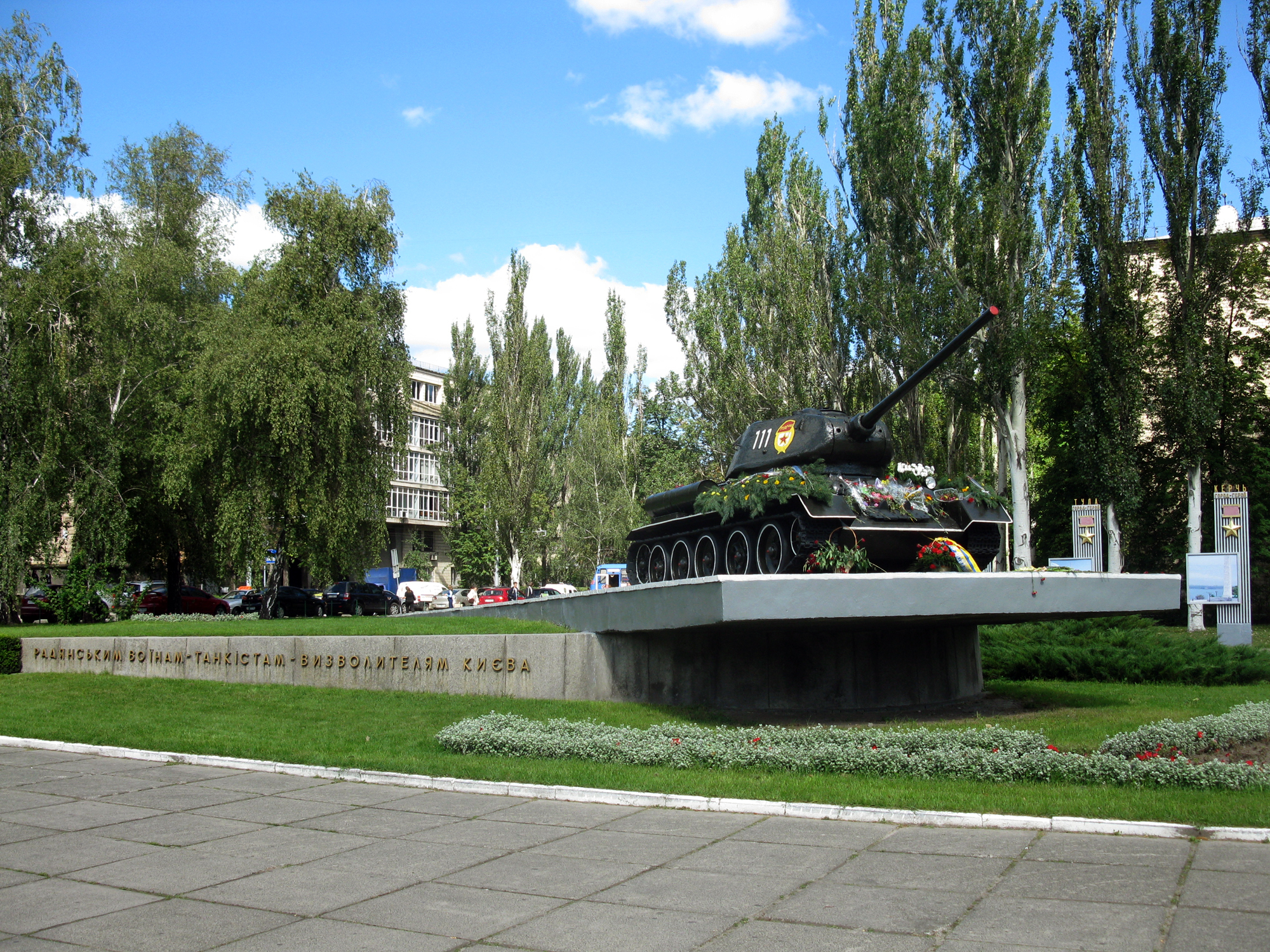
Монумент «Героям-танкістам — визволителям Києва»